# Xylocampa rhodana
Xylocampa rhodana är en fjärilsart som beskrevs av Derenne 1919. Xylocampa rhodana ingår i släktet Xylocampa och familjen nattflyn. Inga underarter finns listade i Catalogue of Life.